# 4989 Joegoldstein
4989 Joegoldstein (1981 DX1) là một tiểu hành tinh vành đai chính được phát hiện ngày 28 tháng 2 năm 1981 bởi Schelte J. Bus ở Đài thiên văn Siding Spring trong khóa học thuộc Khảo sát tiểu hành tinh Schmidt-Caltech vương quốc Anh. It was named bởi Dr. Bus in honor thuộc Joseph I. Goldstein, who was a professor thuộc materials science ở the time, in honor of Dr. Goldstein's contributions to the understanding of outer-space materials.